# Lucius Cilnius Secundus
Lucius Cilnius Secundus (vollständige Namensform Lucius Cilnius Luci filius Pomptina Secundus) war ein im 1. Jahrhundert n. Chr. lebender Angehöriger des römischen Ritterstandes (Eques).
Durch ein Militärdiplom, das auf den 16. September 93 datiert ist, ist belegt, dass Secundus 93 Kommandeur der Cohors I Cisipadensium war, die zu diesem Zeitpunkt in der Provinz Moesia superior stationiert war. Secundus war in der Tribus Pomptina eingeschrieben.